# Guélor Kanga
Pour les articles homonymes, voir Kanga.
Guélor Kanga Kaku, né le 1er septembre 1990 à Oyem, est un footballeur international gabonais, il possède également la nationalité serbe. Évoluant au poste de milieu offensif, il joue actuellement pour l'Esenler Erokspor (en).

## Biographie

### En club
Il participe à la Ligue des champions avec le club de l'Étoile rouge de Belgrade. Lors de cette compétition, il inscrit un but sur le terrain du Ludogorets Razgrad en juillet 2016 (match nul 2-2).
En 2024, Guélor Kanga envisage de quitter l'Étoile rouge. Bien que lié par un contrat jusqu'au 30 juin 2025, il ne prévoirait pas de le prolonger. Le joueur n'est pas satisfait de son temps de jeu durant la saison 2024/25.

### En équipe nationale
Il reçoit sa première sélection en équipe du Gabon le 15 juin 2012, en amical contre l'Afrique du Sud (défaite 3-0).
Il inscrit son premier but le 9 octobre 2015, en amical contre la Tunisie (match nul 3-3). Il marque son deuxième but le 6 septembre 2016, en amical contre le Cameroun (défaite 2-1).
Il participe avec l'équipe du Gabon aux éliminatoires du mondial 2014 puis aux éliminatoires du mondial 2018.
En janvier 2015, il dispute la Coupe d'Afrique des nations organisée en Guinée équatoriale. Il dispute ensuite la Coupe d'Afrique des nations 2017 organisée dans son pays.

## Controverse
En 2021, éclate une polémique en ce qui concerne la véritable identité du joueur. La fédération de foot de République démocratique du Congo (FECOFA) attaque la fédération gabonaise en estimant que Guélor Kanga est de nationalité congolaise. Selon l'accusation, le joueur, né en 1990 au Gabon d'après son passeport, serait en réalité Kiaku Kiaku Kiangana, né le 5 octobre 1985 à Kinshasa. Il aurait falsifié son identité à la fin des années 2000 pour contourner le règlement qui limite le nombre de joueurs étrangers au Gabon. Le joueur dément ces accusations. La Confédération africaine de football (CAF) a débouté la FECOFA de sa demande et a classé sans suite cette affaire. Guelor Kanga Kaku poursuit sa carrière au sein de l'équipe nationale du Gabon dont il est un des éléments majeurs. En janvier 2024, Guelor Kanga Kaku est convoqué devant la commission de discipline de la CAF pour s’expliquer. Son passeport indique une date de naissance au 1er septembre 1990. Or, selon les informations de plusieurs médias africains, sa mère serait morte en 1986. Une enquête a également été ouverte. Si Guelor Kanga Kaku est reconnu coupable, la Fédération gabonaise de football pourrait être mise en examen pour faux en matière de documents administratifs présentés par son joueur et non-respect de la procédure de la Fifa.

## Palmarès

### En club
Missile FC
- Champion du Gabon en 2011.

 FK Rostov
- Vainqueur de la Coupe de Russie en 2014.

 Sparta Prague
- Vainqueur de la Coupe de Tchéquie en 2020.

 Étoile rouge de Belgrade
- Champion de Serbie en 2018 et 2021.
- Vainqueur de la Coupe de Serbie en 2021.

### Distinction personnelle
- Élu meilleur joueur du FK Rostov en juillet 2015[8]

## Statistiques

### En club
Le tableau ci-dessous récapitule les statistiques de Guélor Kanga lors de sa carrière professionnelle en club :
| Saison                | Club                     | Championnat           | Championnat | Championnat | Coupe(s) nationale(s) | Coupe(s) nationale(s) | Compétition(s) continentale(s) | Compétition(s) continentale(s) | Compétition(s) continentale(s) | Autres compétitions | Autres compétitions | Autres compétitions | Total | Total |
| Saison                | Club                     | Division              | M.          | B.          | M.                    | B.                    | Comp.                          | M.                             | B.                             | Comp.               | M.                  | B.                  | M.    | B.    |
| 2012-2013             | CF Mounana               | 1                     | 23          | 5           | -                     | -                     | -                              | -                              | -                              | -                   | -                   | -                   | 23    | 5     |
| 2012-2013             | FK Rostov                | 1                     | 10          | 1           | 2                     | 0                     | -                              | -                              | -                              | BR                  | 1                   | 1                   | 13    | 2     |
| 2013-2014             | FK Rostov                | 1                     | 24          | 3           | 3                     | 0                     | -                              | -                              | -                              | -                   | -                   | -                   | 27    | 3     |
| 2014-2015             | FK Rostov                | 1                     | 19          | 1           | 1                     | 0                     | C3                             | 2                              | 0                              | SC+BR               | 1+2                 | 0+0                 | 25    | 1     |
| 2015-2016             | FK Rostov                | 1                     | 17          | 2           | -                     | -                     | -                              | -                              | -                              | -                   | -                   | -                   | 17    | 2     |
| 2016-2017             | Étoile rouge de Belgrade | 1                     | 11          | 0           | -                     | -                     | C1                             | 4                              | 1                              | -                   | -                   | -                   | 15    | 1     |
| Total sur la carrière | Total sur la carrière    | Total sur la carrière | 104         | 12          | 6                     | 0                     | -                              | 6                              | 1                              | -                   | 4                   | 1                   | 120   | 14    |

### Buts en équipe nationale
| No | Date             | Stade, ville, pays               | Adversaire | Résultat | Compétition  |
| -- | ---------------- | -------------------------------- | ---------- | -------- | ------------ |
| 1  | 9 octobre 2015   | Stade olympique, Radès, Tunisie  | Tunisie    | N 3-3    | Match amical |
| 2  | 6 septembre 2016 | Stade municipal, Limbé, Cameroun | Cameroun   | D 2-1    | Match amical |